# Жак Одіберті
Жак Одіберті (фр. Jacques Audiberti; 25 березня 1899, Антіб, Франція — 10 липня 1965, Париж) — французький поет, драматург, прозаїк, есеїст, журналіст. Член французької літературної академії Малларме.

## Біографія
Народився 1899 року в родині муляра Луї Одіберті та його дружини Вікторини. Вірші почав писати з дванадцяти років. З 15-річного віку постійно друкувався в місцевих газетах.
1925 року переїхав до Парижа. Співпрацював з газетами і журналами. Був знайомий з колом сюрреалістів. Часто відвідував Національну бібліотеку Франції. 1930 року видав за власний кошт і за фінансової допомоги батька першу збірку поезій L'Empire et la Trappe. Одружився з молодою вчителькою Елізабет Сесіль Амелі Саван (1899—1988), яка 1950 року стала першою перекладачкою роману Джорджа Орвелла «1984» на французьку мову .
1933 року почав листуватися з Жаном Поланом, це листування тривало до 1965 року.
1938 року отримав премію за поезію французької літературної академії Малларме. Найпліднішими у творчості Ж. Одіберті стали 1946—1952 роки. В цей період він написав низку п'єс, а також романи, есе, вірші.
1950 року Жак Одіберті опублікував у журналі Люсі Фор, декілька романів, одночасно з ним там публікували твори такі автори, як Марсель Оклер, Ерве Базен, Еміль Даноен, Моріс Дрюон і Андре Моруа.
Помер 1965 року. Похований у містечку Пантен поблизу Парижа.

## Вибрані твори

### П'єси
- «Le male court» (1947)
- «L» effet Glapion" (1959)
- «La Fourmi dans le corps» (1962)
- «Quot-Quot»
- «L Ampélour»
- «Les femmes du boeuf»

### Поетичні збірки
- «Des Contes de semence» (1941)
- «Toujours» (1944)
- «Rempart» (1953)

### Романи
- «Le Maître de Milan» (1950)
- «Marie Du bois» (1952)
- «Les jardins et les fleuves» (1954)
- "Infanticide préconisé (1958)

### Щоденник
- Dimanche m'attend. (останній запис — за день до смерті) 1965